# Mike Hawthorn
John Michael „Mike“ Hawthorn (* 10. April 1929 in Mexborough, Yorkshire; † 22. Januar 1959 bei Guildford) war ein englischer Autorennfahrer, Le-Mans-Sieger und Formel-1-Weltmeister des Jahres 1958. Er gilt als Hauptverursacher für die Katastrophe von Le Mans im Jahr 1955, bei der 84 Menschen ums Leben kamen.

## Biografie

### Jugend
Mike Hawthorn wurde in Mexborough, einer kleinen Industriestadt in der Nähe von Doncaster in Yorkshire, geboren.
1931 zog die Familie in den Süden Englands nach Farnham. Dort eröffnete Hawthorns Vater, Leslie Hawthorn, eine Kraftfahrzeug-Reparatur- und Verkaufswerkstatt, die als „The Tourist Trophy Garage“ firmierte. Eine saubere Begriffstrennung gab es zu diesem Zeitpunkt noch nicht, da Werksverträge mit Motorrad- oder Automobilfirmen nur vereinzelt gegeben waren. Auf die üblichen Reparaturarbeiten aller Fabrikate konnte man angesichts der damaligen Typenvielfalt nicht verzichten. Besitzer von JAP-Motoren und Riley-Sportwagen waren somit ein angestrebter Kundenkreis des Vaters, der sein Geschäft daher nach dem renommierten „Tourist Trophy“-Rennen auf der Isle of Man benannt hatte.
Zu diesem Zeitpunkt kränkelte Mike Hawthorn häufig. Es stellte sich heraus, dass er an einer Nierenkrankheit litt, was ihn wohl ständig behindern würde. An eine Mechanikerausbildung im Betrieb des Vaters nach Abschluss der Volksschule war daher nicht zu denken. Rheuma und Arthrose galten bereits damals als die typischen Berufskrankheiten infolge zugiger Werkstatthallen. Die besorgten Eltern dachten daher wahrscheinlich oft an die Zukunft ihres einzigen Sohnes, der rasch von der allgemeinen Motorsportbegeisterung jener Ära „angesteckt“ wurde. So beeilten sich Winnifred und Leslie Hawthorn, ihn nach Möglichkeit zu unterstützen. Denn in seiner Tuningwerkstatt südwestlich von London präparierte der Vater Sportwagen für Renneinsätze oder verkaufte sie an Privatiers. Außerdem versuchte sich Leslie bei Motorradrennen auf dem nahen Brooklands-Kurs. Die Vorbedingungen für eine erfolgversprechende Rennsportkarriere waren vor diesem Hintergrund gelegt. Ein 2009 herausgegebenes Buch, Tales from the Toolbox: A Collection of Behind the Scenes Tales from Grand Prix Mechanics, betonte den wichtigen Aspekt des Einflusses des Umfeldes von Kfz-Werkstätten auf eine ganze Generation von Rennfahrern.

### Der Einstieg in den Rennsport
Als Mike Hawthorn 21 Jahre alt war, stellte der Vater ihm einen Riley-Sportwagen für Rennen zur Verfügung. Außerdem arbeitete der Vater als Teammanager seines Sohnes. Sein eigentliches Renndebüt feierte Hawthorn am 2. September 1950, als er mit einem 1934er Riley Ulster Imp, KV 9475, in der 1100-cm³-Klasse bei den Brighton Speed Trials gewinnen konnte. Bereits 1951 trug der jüngere Hawthorn Rennduelle mit den anderen aufstrebenden Talenten des Vereinigten Königreichs aus: Peter Collins und Stirling Moss. So gewann er in diesem Jahr mit seinem Wagen auf dem Goodwood Circuit die Motor Sport Brooklands Memorial Trophy, die sich über das gesamte Jahr erstreckte. Darüber hinaus entschied er 1951 das Ulster Trophy Handicap auf dem Dundrod Circuit und die Leinster Trophy in Wicklow für sich.
Dadurch ermutigt entschloss sich Bob Chase, ein väterlicher und vermögender Freund der Familie, den fortan „Farnham-Flyer“ genannten Mike Hawthorn mit einem Cooper-Bristol für Formel-2-Rennen zu melden.

### Ohne Umwege in die Formel 1
Da durch den Rückzug Alfa Romeos ein zu kleines Fahrerfeld befürchtet wurde, hatten die Verantwortlichen in jenem Jahr das Formel-1-Reglement bis zum Ende der Formel-1-Saison 1953 nach demjenigen der Formel 2 ausgeschrieben. Dies sollte möglichst viele Teams ermutigen, in die Weltmeisterschaftskonkurrenz einzutreten.
Gegen den Ferrari 500, der zu den handlichsten Rennwagen aller Zeiten gezählt wird, kämpften alle anderen Teams mit unterlegenem Material, da ihnen in der Regel 30 PS auf die Konkurrenz aus Maranello fehlten. Achtungserfolge konnten nur bei schwierigen Wetterbedingungen von Fahrern erzielt werden, die ein robustes und gut zu beherrschendes Fahrzeug zur Verfügung hatten. Schließlich gewann der Ferrari 500 vierzehn von 15 möglichen Rennen und benötigte keine besonderen Verbesserungen in den zwei Weltmeisterschaftsjahren, in denen er eingesetzt wurde. Lediglich eine leicht verlängerte Version mit veränderter Fahrzeugnase wurde für Hochgeschwindigkeitskurse vorgestellt.
So war Mike Hawthorn mit seinem Cooper T20 dann auch der aufstrebende Fahrer der Saison 1952: Er erkämpfte sich einen vierten Rang beim Grand Prix in Spa-Francorchamps und einen dritten Platz beim Grand Prix von Großbritannien in Silverstone sowie einen weiteren vierten Rang beim GP der Niederlande in Zandvoort. Damit rangierte er im Endklassement als bester Pilot, der keinen Ferrari steuerte, auf dem vierten Platz. Dies verschaffte ihm schon während der Saison den Respekt Enzo Ferraris.

### Der Wechsel zu Ferrari
Auf Empfehlung des motorsportbegeisterten Industriellen und späteren Teamchefs Tony Vandervell lud Enzo Ferrari den jungen Briten nach Modena ein. Dieser erschien mitsamt seinem Vater und einem Cooper-Bristol in Italien, um beide Modelle miteinander vergleichen zu können.

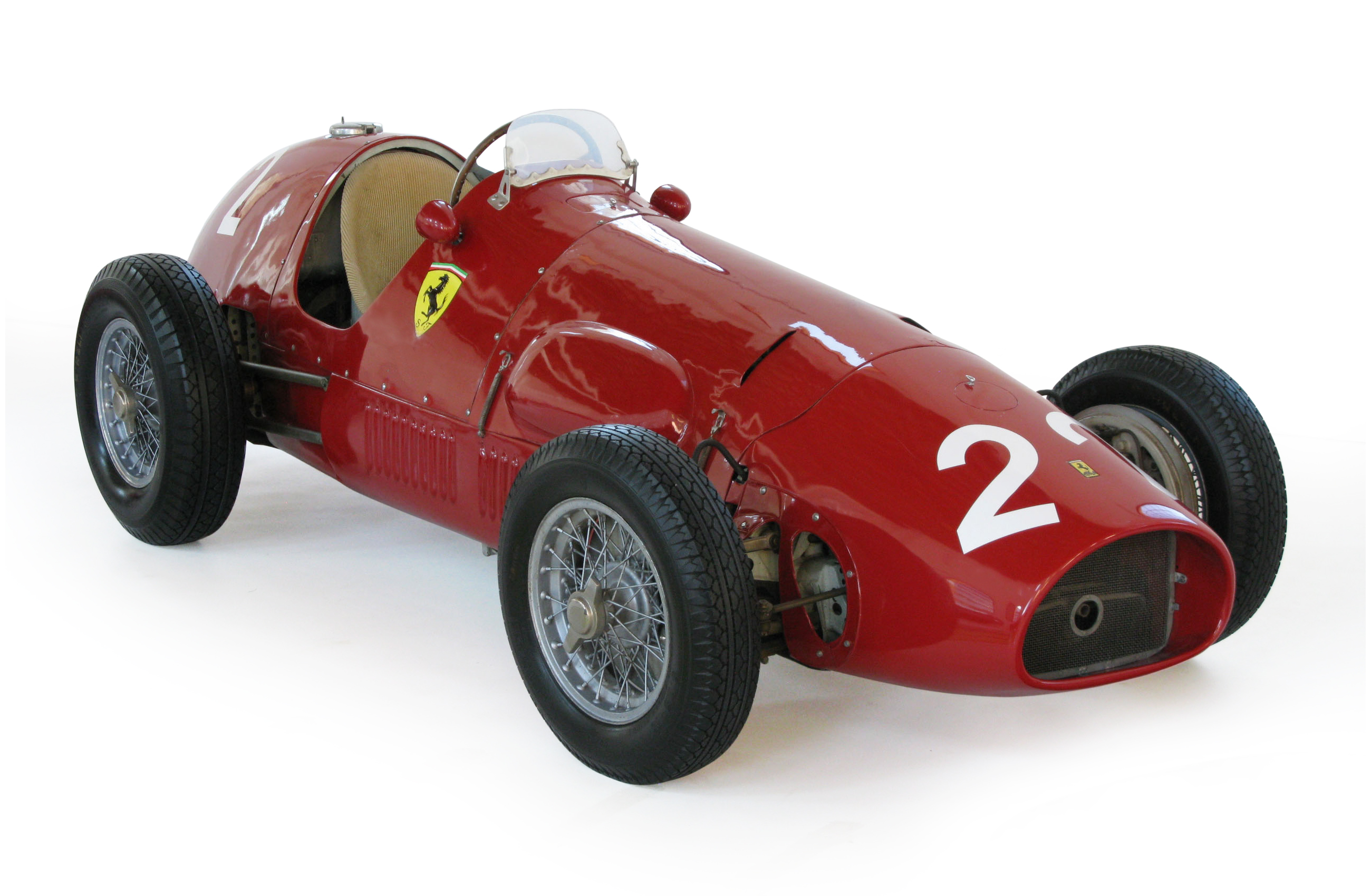
Ferrari 500

Aus dem Verständnis des „Commendatore“ heraus ging es jedoch nicht um einen Test des Ferraris, sondern den des Piloten. Daher verwies er ihn sichtlich verstimmt darauf, dass er den Cooper gerne weiterhin fahren könne, wenn es seinem Glauben nach das bessere Auto sei. Doch angesichts der guten Fahrleistungen Hawthorns konnte Enzo Ferrari seinen Ärger schnell vergessen. Hawthorn seinerseits war begeistert von dem Tipo 500 und beteuerte, dass er diesen Ferrari unbedingt fahren möchte.
Am nächsten Tag sollte in Modena ein außerhalb der Weltmeisterschaft stattfindender Grand Prix abgehalten werden. Daher plante man den Start Hawthorns mit einem untypischerweise in „British Racing Green“ lackierten Ferrari beim dortigen Training. Aus welchen Gründen auch immer – der grüne Ferrari wurde nicht fertig, sodass Hawthorn mit seinem Cooper am Rennen teilnahm. Dabei beging er allerdings den Fehler, unbedingt an die Rundenzeiten der Ferraris anknüpfen zu wollen. Mike Hawthorn wählte nach einer langen Geraden allzu optimistisch den Bremspunkt nach dem Tipo-500-Maßstab, sodass er mit 130 km/h in die Strohballen prallte und aus dem Monoposto geschleudert wurde. Mit schweren Rückenprellungen lieferte man ihn ins nächste Hospital ein. Dort verkündete ihm der Teammanager Ferraris, dass sich der „Chef“ freuen würde, wenn er für sie fahren könne.
Hawthorn, der lieber einen englischen Wagen pilotieren wollte (laut eigenem Bekunden in seiner Autobiografie), erbat sich zunächst Bedenkzeit. Da es keine bessere Alternative gab, unterzeichnete er jedoch.
Anstatt sich über diesen Aufstieg in das schon damals beste Team zu freuen, startete die britische Boulevard-Presse eine fast beispiellose Hetzkampagne. Man prangerte Hawthorn geradezu als Vaterlandsverräter an, der mit seinem Wechsel nach Italien seinem Militärdienst entgehen wolle. Selbst dem englischen Unterhaus war Hawthorns Weg nach Italien eine kurze Debatte wert. Dabei wurde außer Acht gelassen, dass er wegen seines chronischen Nierenleidens ohnehin vom Dienst an der Waffe freigestellt war. Doch der Anblick eines nach heutigen Begriffen zum Leistungssport fähigen, großgewachsenen Mannes, der vor Selbstbewusstsein nur so strotzte und keine äußeren Kennzeichen seines Leidens zeigte, war insbesondere für die rechte Presse Provokation genug. Lediglich ein Vorzeigen seiner medizinischen Atteste, die seine häufigen Nierenentzündungen belegten, brachte diese Kampagne zum Erliegen.
Mike Hawthorn, den daraufhin eine ihn selbst schützende Arroganz charakterisierte, beeilte sich, diese Irritationen vergessen zu machen. Schon bei seinem insgesamt neunten Formel-1-Grand-Prix schlug er beim GP von Frankreich 1953 in Reims nach einem erbitterten Windschatten-Duell über fast das ganze Rennen hinweg den großen Juan Manuel Fangio (Maserati). Erst in der letzten Kurve gelang Hawthorn das Überholmanöver, er bedankte sich damit bei seinem vierten Einsatz für das Vertrauen des Commendatore. Zwei dritte Plätze bei den Großen Preisen von Deutschland und der Schweiz, zwei vierte Ränge in Argentinien und den Niederlanden, sowie ein fünfter Platz in Silverstone ließen ihn erneut auf dem vierten Rang der Weltmeisterschaft landen.
Abgerundet wurde dieses Jahr durch den Gewinn der 1953 erstmals ausgetragenen Sportwagen-Weltmeisterschaft, bei der er mit soliden Rennergebnissen an der Seite Alberto Ascaris und Giuseppe Farinas einen der Grundsteine für den Erfolg gelegt hatte. Er siegte als Partner von Farina beim 24-Stunden-Rennen von Spa-Francorchamps.
Die Formel-1-Saison 1954 schien einen Erfolg versprechenden Weg zu nehmen, als er im März des Jahres beim Grand Prix von Syrakus auf Sizilien einen folgenschweren Unfall hatte: Als vor ihm Onofre Marimón mit seinem Maserati verunglückte und über die Piste kreiselte, entzündeten sich die damals als Streckenbegrenzung aufgestellten Strohballen durch den brennenden Treibstoff. Hawthorn raste unweigerlich in dieses Flammeninferno und wurde nur mit Mühe von seinem Teamkollegen José Froilán González, der ebenfalls Verbrennungen erlitt und mit dem havarierten Wagen kollidiert war, aus dem Monoposto gezogen.
Hawthorn lag nach dem Unfall mit Verbrennungen zweiten und dritten Grades im Gesicht, an Armen und Oberschenkel zwei Monate lang in Rom und Mailand im Krankenhaus. Dem Veranstalter von Syrakus war dieser Vorfall offensichtlich so peinlich, dass er Hawthorn später eine 18-karätige Goldmedaille verlieh – in der heutigen Zeit ein undenkbares Eingeständnis der Sicherheitsmängel. Strohballen blieben bis in die 1960er-Jahre hinein bei vielen Autorennen und bis weit in die 1980er Jahre hinein auch bei Motorradrennen der Standard bei den Streckenbegrenzungen.
Gerade nach Farnham zurückgekehrt, verunglückte sein Vater Leslie Hawthorn tödlich auf der Rückfahrt von einem Rennen in Goodwood. Den Rest der Saison spulte der sichtlich betroffene Mike Hawthorn mehr als Pflichtprogramm ab, obwohl er beim letzten WM-Lauf in Spanien seinen zweiten Grand-Prix-Sieg erzielte. Dank weiterer sehr guter Platzierungen rangierte er nun auf dem Bronze-Rang der Konkurrenz, um bald darauf zur großen Enttäuschung der Ferrarileitung seinen Vertrag nicht zu verlängern.

### Das Sportwagen-Intermezzo und Le Mans 1955

Streckenverlauf des Circuit de la Sarthe

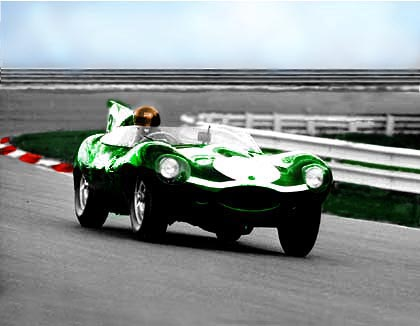
Jaguar D-Type

Nach einem einzigen Start bei dem jungen britischen Vanwall-Team überwarf er sich mit der Teamleitung und versuchte sein Glück bei den Sportwagenrennen. In dieser Klasse hatte er schon 1953 – allerdings mit einem Ferrari – das 12-Stunden-Rennen von Pescara gewonnen. Auch hier betonte er seine Nationalität und stieg sehr erfolgreich auf Jaguar um. Bald stand mit dem Sieg beim renommierten 12-Stunden-Rennen von Sebring ein vorzeigbares Ergebnis zu Buche.
Die nächste Herausforderung sollte das 24-Stunden-Rennen von Le Mans sein, die Krone aller Sportwagenrennen. Doch Hawthorn stand sich in jenem Jahr geradezu selbst im Weg. Um die folgenden Ereignisse nachvollziehen zu können, muss man vielleicht auch sein Weltkriegs-Trauma berücksichtigen. Als Jugendlicher hatte er die Bombardierung Londons und die Luftschlacht um England hautnah miterlebt. Er verabscheute daher alles, was irgendwie mit Deutschland zu tun hatte. Dazu gehörten seinem Verständnis nach die damals fast unschlagbaren Rennwagen von Mercedes-Benz.
Mit seinem Jaguar D-Type lieferte er sich am 11. Juni 1955 daraufhin eine erbitterte Privatfehde mit den Mercedes-Benz 300 SLR des Fahrerfeldes, allen voran mit Fangio, der als Starpilot des deutschen Teams galt. Vom Start weg schlugen beide ein überzogenes Renntempo an, das mehr einer GP-Distanz als einem Ausdauerrennen entsprach, so dass sie selbst nach zwei Stunden kaum mehr als zwei Wagenlängen voneinander entfernt lagen.

Graphik des Le-Mans-Unfalls von 1955

Am Ende der 35. Runde, etwa gegen 18:20 Uhr, schloss Hawthorn rasch auf die zur Überrundung anstehenden Wagen Pierre Leveghs (Mercedes-Benz) und Lance Macklins (Austin-Healey) auf und wollte sie auf der Zielgeraden in einem Zug überholen, da ihm Fangio buchstäblich im Nacken saß. Er war schon an ihnen vorbei, als er wohl bemerkte, dass ihm das Benzin nicht mehr für eine weitere Runde reichte. So ließ er sich zu einer impulsiven Handlung hinreißen und schoss vor den beiden Wagen quer über die Piste, um für einen Tankstopp noch die Boxen, die damals noch nicht baulich von der Rennstrecke getrennt waren, schnellstmöglich zu erreichen. Trotz einer Vollbremsung kam er erst 80 m hinter seiner Boxenmannschaft zum Stehen, was den Unsinn seines Fahrmanövers veranschaulicht. Doch hinter sich hatte er ein Drama ausgelöst: Macklin konnte zwar seinen Wagen mit einem ebenso waghalsigen Manöver noch aus der Schusslinie herausbugsieren, doch dem alten Routinier Levegh hatte er seinerseits den sprichwörtlichen „Raum zum Überleben“ genommen. Dessen Wagen kollidierte bei 240 km/h mit dem Heck des Austins, wurde auf den Begrenzungswall vor den Zuschauern katapultiert, überschlug sich und fing Feuer. Reifen, Kotflügel und andere Fahrzeug- und Motorteile schleuderten viele Meter weit bis in die Zuschauertribüne. Neben dem Fahrer kamen 83 Zuschauer ums Leben – dies war der schwerste Unfall aller Zeiten im Motorsport. Levegh hatte Fangio mit einem Handzeichen gerade noch warnen können, sonst wäre auch dieser verunglückt.
Die Rennleitung brach das Rennen nicht ab, eine heute kaum nachvollziehbare Entscheidung. Levegh wurde von der Rennleitung – im Gegensatz zur Auffassung der anwesenden Journalisten, der Fachpresse und des Publikums – zum „Sündenbock“ erklärt, was selbst von der englischen Öffentlichkeit anders gesehen wurde. Später begründete man die Fortsetzung des Rennens damit, dass bei einem Abbruch die wegströmenden Zuschauermassen die Zufahrtswege und die Rettungswagen blockiert hätten.
Die Mercedes-Benz-Rennleitung zog nach dem Unfall ihre Rennwagen aus dem weiterlaufenden Wettbewerb ab. Diese Entscheidung, sich nach Ende der Rennsaison 1955 auf die Serienentwicklung zu konzentrieren, hatte der Vorstand jedoch bereits im Frühjahr, also vor dem Le-Mans-Unfall, getroffen.
Doch ausgerechnet der Verursacher Hawthorn blieb im Rennen und gewann es dank nun mangelnder Konkurrenz. Während der Ehrenrunde und der Siegerehrung lächelte er, was durch Fotos bezeugt ist. Daraufhin baute ihn insbesondere die deutsche Presse zur Hassfigur auf. Aber selbst in der Heimat vergaß man seine grob fahrlässige Kurzschlussreaktion nie. In seiner kurz vor seinem Tod erschienenen Biografie äußerte er sich distanziert über diesen Unfall und ohne Mitgefühl für die Opfer.

### Wiedereinstieg in die Formel 1 und letzter Triumph
Die Formel-1-Saison 1956 mit einem unzuverlässigen B.R.M. war die sportlich schwächste Phase seiner Laufbahn. Ein einziges Mal konnte er sich mit diesem Wagen in Silverstone für den dritten Startplatz qualifizieren, musste jedoch später mit technischen Problemen aufgeben. Lediglich mit einem Maserati eines Privatteams fuhr er zu Beginn der Saison in Argentinien als Dritter ins Ziel. Als er es in Spa erneut mit einem Maserati versuchte, scheiterte er bereits beim Training infolge seiner Formschwankungen. Ein einzelner Versuch auf einem Vanwall in Reims brachte nach einem sechsten Startplatz nur den zehnten Rang. Seine Bemühungen, wieder zur früheren Form zu finden, drückten sich im unsteten Wechsel zwischen den Fabrikaten aus. Aus seiner Sicht lag der Tiefpunkt seiner Karriere allein im Material begründet.
Bei den 12-Stunden-von-Oulton Park leistete er sich mit einem Lotus einen ähnlichen Fahrfehler wie im Vorjahr in Le Mans. Dennoch stellte Ferrari ihn zur Formel-1-Saison 1957 wieder ein und Hawthorn erzielte weitere gute Platzierungen, sodass er am Ende des Jahres zum wiederholten Mal Platz vier im Schlussklassement erreichte. Das folgende Jahr, 1958, schien für Ferrari schwierig zu werden, da die Wagen noch mit Frontmotoren fuhren. Die Cooper-Climax mit Mittelmotor waren überlegen und auch Vanwall drängte mit den beiden Spitzenpiloten Stirling Moss und Tony Brooks mit aller Macht nach vorne. Chefkonstrukteur Carlo Chiti von Ferrari bevorzugte ihn indirekt, indem er im Zusammenspiel mit Reifenhersteller Dunlop ihm als einzigem der Werksfahrer Scheibenbremsen statt Trommelbremsen montieren ließ.

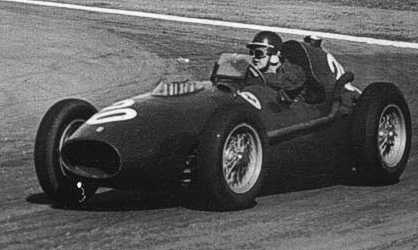
Mike Hawthorn, Großer Preis von Argentinien, 1958

Die Vanwalls des Industriellen Tony Vandervell waren äußerst schnell, aber auch kapriziös und defektanfällig. Moss und Brooks errangen zwar je drei Siege, konnten aber sonst kaum Punkte erzielen. Dagegen fuhr Hawthorn äußerst zuverlässig. Mit nur einem Sieg in Reims, fünf zweiten Plätzen und drei schnellsten Rennrunden (für die es damals auch Sonderpunkte gab) sowie dank der Fairness seines ärgsten Kontrahenten Moss und des Verzichts seines neuen Teamkollegen Phil Hill entschied er die Weltmeisterschaft mit 41 zu 40 Punkten für sich. Moss hatte ihm in Porto beim Großen Preis von Portugal beim Vorbeifahren den Tipp gegeben, seinen Wagen nach einem Dreher umgekehrt zur Fahrrichtung bergab neben der Strecke wieder zum Laufen zu bringen, um mit dem zweiten Platz wichtige Punkte zu gewinnen. Als die Stewards Hawthorn daraufhin disqualifizieren wollten, brachte Moss sie davon ab. Er gab an, Mike Hawthorn hätte niemanden gefährdet und schließlich sei er – im Gegensatz zu den Verantwortlichen – vor Ort gewesen. Legendär wurde auch der letzte Punkt, den Hawthorn nur mit seiner schnellsten Rennrunde erzielen konnte. Moss wirkte dem nicht entgegen, da er ein Boxensignal beim Großen Preis von Marokko falsch interpretierte.
Hawthorn war nach den Italienern Farina und Ascari sowie dem Argentinier Fangio der erste britische Formel-1-Weltmeister und der erste Fahrer, der den Titel mit nur einem Sieg gewann. Erst Keke Rosberg wurde 1982 dank seiner Beständigkeit ebenfalls mit nur einem Sieg Weltmeister. Hawthorn verlor durch Rennunfälle seine beiden letzten Freunde im Fahrerlager: Luigi Musso und Peter Collins. Möglicherweise war das der Grund dafür, dass er zum Jahresende 1958 seinen Rücktritt vom Rennsport erklärte.
Lange Zeit galt Hawthorn als ausgesprochener Partylöwe und „prankster“ (Scherzbold), der sowohl bei schönen Frauen als auch bei einem guten Tropfen Alkohol zum Schreck seines Teams selbst vor Renntagen nicht „nein“ sagen konnte. Zur Enttäuschung seiner Fans notierte er jedoch in seiner Autobiographie keine einzige Episode jener Zeit. Diese sind lediglich durch Anekdoten und Fotografien wie bei der Hochzeit seines Kollegen Moss dokumentiert. Erst spät fand sein Biograph Belege dafür, dass ein unehelicher Sohn aus einer Verbindung mit einer Französin 1954 existiert. Enzo Ferrari erblickte in diesen Eskapaden den eigentlichen Grund für die schwankende Fitness seines Fahrers, der in seiner letzten Saison oft aufgedunsen wirkte.

### Der tödliche Unfall
Am Abend des 22. Januar 1959 lief Hawthorn bei starkem Regen mit seinem Jaguar Mark I auf der Umgehungslandstraße bei Guildford auf einen Mercedes-Benz 300 SL auf und überholte ihn spontan. Beim Überholvorgang erkannte er in dem Fahrer einen Bekannten, den schottischen Rennstallbesitzer Rob Walker, den er zu einem Wettrennen herausforderte. Walker wollte nicht zurückstecken, musste jedoch bald die Überlegenheit Hawthorns anerkennen. Kurz darauf verlor Hawthorn in einer langgezogenen Linkskurve bei starkem Seitenwind und Aquaplaning angesichts eines entgegenkommenden Lkw die Gewalt über seinen Wagen, prallte gegen eine Eiche und starb an seinen schweren Kopfverletzungen. Die Obduktion wie auch die Ergebnisse einer Operation von 1954 ergaben den schwachen Trost für seine Angehörigen, dass er wegen seines Nierenleidens nur noch wenige Jahre zu leben gehabt hätte, und erklärten damit seine von der Fachwelt bis dahin registrierten Formschwankungen.
Er galt bei vielen Rennsport-Journalisten nach wie vor als der unbeliebteste Weltmeister. Mike Hawthorn war der erste Engländer, der nach dem Zweiten Weltkrieg einen regulären Grand-Prix-Sieg und einen Formel-1-Weltmeistertitel erringen konnte und damit eine lange Tradition englischer Dominanz im Motorsport begründete.

## Statistik

### Statistik in der Automobil-Weltmeisterschaft

#### Grand-Prix-Siege
- 1953:  Frankreich (Reims)
- 1954:  Spanien (Barcelona)
- 1958:  Frankreich (Reims)

#### Gesamtübersicht
| Saison | Team                     | Chassis                 | Motor                 | Rennen | Siege | Zweiter | Dritter | Poles | schn. Rennrunden | Punkte  | WM-Pos. |
| ------ | ------------------------ | ----------------------- | --------------------- | ------ | ----- | ------- | ------- | ----- | ---------------- | ------- | ------- |
| 1952   | Leslie D. Hawthorn       | Cooper T20              | Bristol 2.0 L6        | 4      | −     | −       | 1       | −     | −                | 10      | 4.      |
| 1952   | AHM Bryde                | Cooper T20              | Bristol 2.0 L6        | 1      | −     | −       | −       | −     | −                | 10      | 4.      |
| 1953   | Scuderia Ferrari         | Ferrari 500             | Ferrari 2.0 L4        | 8      | 1     | −       | 2       | −     | −                | 19 (27) | 4.      |
| 1954   | Scuderia Ferrari         | Ferrari 625             | Ferrari 2.5 L4        | 6      | −     | 3       | −       | −     | 1                | 24,64   | 3.      |
| 1954   | Scuderia Ferrari         | Ferrari 553 Squalo      | Ferrari 2.5 L4        | 2      | 1     | −       | −       | −     | −                | 24,64   | 3.      |
| 1955   | Vandervell Products Ltd. | Vanwall VW55            | Vanwall 2.5 L4        | 2      | −     | −       | −       | −     | −                | −       | NC      |
| 1955   | Scuderia Ferrari         | Ferrari 555 Supersqualo | Ferrari 2.5 L4        | 2      | −     | −       | −       | −     | −                | −       | NC      |
| 1955   | Scuderia Ferrari         | Ferrari 625F1           | Ferrari 2.5 L4        | 1      | −     | −       | −       | −     | −                | −       | NC      |
| 1956   | Owen Racing Organisation | Maserati 250F           | Maserati 2.5 L6       | 1      | −     | −       | 1       | −     | −                | 4       | 12.     |
| 1956   | Owen Racing Organisation | BRM P25                 | BRM 2.5 L4            | 1      | −     | −       | −       | −     | −                | 4       | 12.     |
| 1956   | Vandervell Products Ltd. | Vanwall VW2             | Vanwall 2.5 L4        | 1      | −     | −       | −       | −     | −                | 4       | 12.     |
| 1957   | Scuderia Ferrari         | Ferrari D50             | Lancia/Ferrari 2.5 V8 | 2      | −     | −       | −       | −     | −                | 13      | 4.      |
| 1957   | Scuderia Ferrari         | Ferrari 801             | Lancia/Ferrari 2.5 V8 | 4      | −     | 1       | 1       | −     | −                | 13      | 4.      |
| 1958   | Scuderia Ferrari         | Ferrari Dino 246F1      | Ferrari 2.4 V6        | 10     | 1     | 5       | 1       | 4     | 5                | 42 (49) | 1.      |
| Gesamt | Gesamt                   | Gesamt                  | Gesamt                | 45     | 3     | 9       | 6       | 4     | 6                | 127,64  |         |

#### Einzelergebnisse
| Saison | 1        | 2   | 3   | 4   | 5      | 6   | 7   | 8   | 9 | 10 | 11 |
| ------ | -------- | --- | --- | --- | ------ | --- | --- | --- | - | -- | -- |
| 1952   |          |     |     |     |        |     |     |     |   |    |    |
|        |          | 4   | DNF | 3   |        | 4   | NC  |     |   |    |    |
| 1953   |          |     |     |     |        |     |     |     |   |    |    |
| 4      |          | (4) | 6   | 1   | (5)    | 3   | 3   | (4) |   |    |    |
| 1954   |          |     |     |     |        |     |     |     |   |    |    |
| DSQ    |          | 41  | DNF | 2   | DNF/22 | DNF | 2   | 1   |   |    |    |
| 1955   |          |     |     |     |        |     |     |     |   |    |    |
|        | DNF      |     | DNF | 7   | 63     | 10  |     |     |   |    |    |
| 1956   |          |     |     |     |        |     |     |     |   |    |    |
| 3      | DNS      |     | DNS | 104 | DNF    |     |     |     |   |    |    |
| 1957   |          |     |     |     |        |     |     |     |   |    |    |
| DNF    | DNF/DNF5 |     | 4   | 3   | 2      |     | 6   |     |   |    |    |
| 1958   |          |     |     |     |        |     |     |     |   |    |    |
| (3)    | DNF      | (5) |     | 2   | 1      | 2   | DNF | 2   | 2 | 2  |    |

1 Mike Hawthorn und José Froilán González teilten sich das Fahrzeug mit der Nr. 10. Hawthorn fuhr die ersten 20 Runden und übergab dann an González.
2 Mike Hawthorn begann das Rennen im Fahrzeug mit der Nr. 3, mit dem er ausfiel. Er übernahm anschließend das Fahrzeug Nr. 1 von José Froilán González.
3 Mike Hawthorn und Eugenio Castellotti teilten sich das Fahrzeug mit der Nr. 16. Hawthorn fuhr die ersten 60 Runden und übergab dann an Castellotti.
4 Mike Hawthorn und Harry Schell teilten sich das Fahrzeug mit der Nr. 24. Hawthorn fuhr die ersten 10 Runden und übergab dann an Schell.
5 Mike Hawthorn begann das Rennen im Fahrzeug mit der Nr. 28, mit dem er ausfiel. Er übernahm anschließend das Fahrzeug Nr. 24 von Wolfgang von Trips.
| Legende  | Legende            | Legende                                                          |
| Farbe    | Abkürzung          | Bedeutung                                                        |
| -------- | ------------------ | ---------------------------------------------------------------- |
| Gold     | –                  | Sieg                                                             |
| Silber   | –                  | 2. Platz                                                         |
| Bronze   | –                  | 3. Platz                                                         |
| Grün     | –                  | Platzierung in den Punkten                                       |
| Blau     | –                  | Klassifiziert außerhalb der Punkteränge                          |
| Violett  | DNF                | Rennen nicht beendet (did not finish)                            |
| Violett  | NC                 | nicht klassifiziert (not classified)                             |
| Rot      | DNQ                | nicht qualifiziert (did not qualify)                             |
| Rot      | DNPQ               | in Vorqualifikation gescheitert (did not pre-qualify)            |
| Schwarz  | DSQ                | disqualifiziert (disqualified)                                   |
| Weiß     | DNS                | nicht am Start (did not start)                                   |
| Weiß     | WD                 | zurückgezogen (withdrawn)                                        |
| Hellblau | PO                 | nur am Training teilgenommen (practiced only)                    |
| Hellblau | TD                 | Freitags-Testfahrer (test driver)                                |
| ohne     | DNP                | nicht am Training teilgenommen (did not practice)                |
| ohne     | INJ                | verletzt oder krank (injured)                                    |
| ohne     | EX                 | ausgeschlossen (excluded)                                        |
| ohne     | DNA                | nicht erschienen (did not arrive)                                |
| ohne     | C                  | Rennen abgesagt (cancelled)                                      |
| ohne     | keine WM-Teilnahme |                                                                  |
| sonstige | P/fett             | Pole-Position                                                    |
| sonstige | 1/2/3/4/5/6/7/8    | Punktplatzierung im Sprint-/Qualifikationsrennen                 |
| sonstige | SR/kursiv          | Schnellste Rennrunde                                             |
| sonstige | *                  | nicht im Ziel, aufgrund der zurückgelegten Distanz aber gewertet |
| sonstige | ()                 | Streichresultate                                                 |
| sonstige | unterstrichen      | Führender in der Gesamtwertung                                   |

### Le-Mans-Ergebnisse
| Jahr | Team             | Fahrzeug      | Teamkollege     | Platzierung     | Ausfallgrund     |
| ---- | ---------------- | ------------- | --------------- | --------------- | ---------------- |
| 1953 | Scuderia Ferrari | Ferrari 340MM | Giuseppe Farina | Disqualifiziert |                  |
| 1955 | Jaguar Cars Ltd. | Jaguar D-Type | Ivor Bueb       | Gesamtsieg      |                  |
| 1956 | Jaguar Cars Ltd. | Jaguar D-Type | Ivor Bueb       | Rang 6          |                  |
| 1957 | Scuderia Ferrari | Ferrari 335S  | Luigi Musso     | Ausfall         | Motorschaden     |
| 1958 | Scuderia Ferrari | Ferrari 250TR | Peter Collins   | Ausfall         | Kupplungsschaden |

### Sebring-Ergebnisse
| Jahr | Team                      | Fahrzeug         | Teamkollege                    | Platzierung | Ausfallgrund     |
| ---- | ------------------------- | ---------------- | ------------------------------ | ----------- | ---------------- |
| 1955 | Briggs Cunningham         | Jaguar D-Type    | Phil Walters                   | Gesamtsieg  |                  |
| 1956 | Jaguar New York Inc.      | Jaguar D-Type    | Desmond Titterington           | Ausfall     | Bremsen          |
| 1957 | Jaguar Cars North America | Jaguar D-Type    | Ivor Bueb                      | Rang 3      |                  |
| 1958 | Scuderia Ferrari          | Ferrari 250TR/58 | Wolfgang Graf Berghe von Trips | Ausfall     | Kraftübertragung |

### Einzelergebnisse in der Sportwagen-Weltmeisterschaft
| Saison | Team                                         | Rennwagen                                            | 1   | 2   | 3   | 4   | 5   | 6   | 7   |
| ------ | -------------------------------------------- | ---------------------------------------------------- | --- | --- | --- | --- | --- | --- | --- |
| 1953   | Scuderia Ferrari                             | Ferrari 250MM Ferrari 340MM                          | SEB | MIM | LEM | SPA | NÜR | RTT | CAP |
| 1953   | Scuderia Ferrari                             | Ferrari 250MM Ferrari 340MM                          |     | DNF | DNF | 1   |     |     |     |
| 1954   | Scuderia Ferrari                             | Ferrari 750 Monza                                    | BUA | SEB | MIM | LEM | RTT | CAP |     |
| 1954   | Scuderia Ferrari                             | Ferrari 750 Monza                                    |     | 1   |     |     |     |     |     |
| 1955   | Briggs Cunningham Jaguar                     | Jaguar D-Type                                        | BUA | SEB | MIM | LEM | RTT | TAR |     |
| 1955   | Briggs Cunningham Jaguar                     | Jaguar D-Type                                        |     | 1   |     | 1   | DNF |     |     |
| 1956   | Jaguar New York Inc. Jaguar Scuderia Ferrari | Jaguar D-Type Ferrari 860 Monza                      | BUA | SEB | MIM | NÜR | KRI |     |     |
| 1956   | Jaguar New York Inc. Jaguar Scuderia Ferrari | Jaguar D-Type Ferrari 860 Monza                      |     | DNF |     | DNF | 3   |     |     |
| 1957   | Scuderia Ferrari Jaguar Cars North America   | Ferrari 290S Jaguar D-Type Ferrari 315S Ferrari 335S | BUA | SEB | MIM | NÜR | LEM | KRI | CAR |
| 1957   | Scuderia Ferrari Jaguar Cars North America   | Ferrari 290S Jaguar D-Type Ferrari 315S Ferrari 335S | DNF | 3   |     | 3   | DNF | 4   | 2   |
| 1958   | Scuderia Ferrari                             | Ferrari 250TR                                        | BUA | SEB | TAR | NÜR | LEM | RTT |     |
| 1958   | Scuderia Ferrari                             | Ferrari 250TR                                        |     | DNF | 3   | 2   | DNF |     |     |

## Zitate
- „Dieser große Blonde beunruhigte mich durch seine Launenhaftigkeit. Er konnte die schwierigsten Situationen kaltblütig meistern, nur um im nächsten Moment eine haarsträubende Dummheit zu begehen.“ (Enzo Ferrari)[24]
  - Das Originalzitat: „Mike Hawthorn è stato un pilota sconcertante per le sue possibilità e la sua discontinuità. Un giovane capace di affrontare e risolvere qualunque situazione con un coraggio freddo e calcolato, con una prontezza eccezionale, ma incline anche a cadere vittima di paurosi cedimenti. ..“[25]

- „Er konnte sehr nett sein, wenn er dich mochte.“ (Phil Hill)[26]

- „After passing me (Mike) Hawthorn turned too sharply towards the right and braked, (…) I braked my car as hard as I could to avoid him. My wheels locked and I was carried towards the left. Levegh's car hit the back of my car. In an affair of this kind it is difficult to speak of responsibility. Hawthorn no doubt committed an error but the real responsibility was the speed of the cars. In the excitement of his struggle (with Levegh and Juan Manuel Fangio) Hawthorn executed a manouevre which astonished me and he left me no other alternative than to either run into him or turn to the left.“ (Lance Macklin gegenüber dem Untersuchungsgericht zum Le-Mans-Unfall)[27]